# Кантор, Максим Карлович
Макси́м Ка́рлович Ка́нтор (род. 22 декабря 1957, Москва) — российско-немецкий художник, писатель, историк искусства, эссеист.

## Биография
Отец — философ, искусствовед, теоретик дизайна Карл Моисеевич Кантор, основатель журнала «Декоративное искусство». Дед — минералог и испаноязычный драматург Моисей Исаакович Кантор. Мать, Татьяна Сергеевна - генетик, селекционер, автор гибридов, на которые выдали иностранные патенты. Старший брат Владимир Кантор — философ и литературовед.
В 1980 году Максим Кантор окончил Московский полиграфический институт.
С 1982 участвовал в неофициальных выставках. В 1983 году основал в Москве андеграундную группу «Красный дом». В 1984 году в Московском Институте Философии был организатором и докладчиком однодневной выставки группы.
В 2016 году Максим Кантор получил германское гражданство. Живёт и работает на острове Ре (Франция), в Берлине и Оксфорде.
Сын — доктор философии Оксфорда и ныне феллоу там же, антиковед Г. М. Кантор.

## Творчество

### Живопись
Большое влияние на Кантора как художника оказали Микеланджело, Мантенья, Гойя, Брейгель, Ван Гог, Грюневальд и Петров-Водкин.
Автор большого количества картин, в том числе «Зал ожидания» (1985), которая пользовалась большим успехом на Московской XVII Молодёжной Выставке в 1987, «Государство» (1995—1997), «Вавилонская Башня» (2004), «Крестный ход» (2009), «Атлантида» (2012), «Собор в океане» (2013), «Левиафан» (2015), «Искушение Святого Антония» (2015), «Башня в лесу» (2016),, «Воскресенье» (2016), «Святой Лука, рисующий Мадонну» (2016), «Библиотека» (2017), «Шторм» (2017).
В 1997 году представлял Россию на Венецианской Биеннале с персональной выставкой «Criminal Chronicle».
С 1988 года активно выставляется как художник по всему миру, в том числе в России и во многих европейских странах. Картины Максима Кантора находятся во многих музеях мира, включая Третьяковскую галерею, Русский Музей, Новосибирский государственный художественный музей, Британский Музей, Музей Шпренгеля, Музей Штадель, Берлинскую Национальную Галерею, Музей Ольсте, Музей Канберры, Национальный Музей Люксембурга — и ещё в двадцати разных музеях и в частных коллекциях[2]. Картины Максима Кантора находятся в нескольких храмах: в соборе Брюсселя, в церкви Сен-Мерри в Париже. С января 2014 работы Кантора «Святой Фома» и «Святой Франциск и Блаженный Августин» висят в Понтификской Академии Наук Ватикана.
Автор трех монументальных графических циклов «Пустырь. Атлас» (2000—2001), «Метрополис. Атлас» (2003—2004), «Вулкан. Атлас» (2010)
Работы в жанре Livre d’artist (книга художника):
- 2013 «Битва Арминия» по Генриху фон Клейсту («Die Hermannschlacht» nach Heinrich von Kleist), Reiter Druck, Берлин
- 2014 «Баллады о Робин Гуде» («The Ballads of Robin Hood»), Reiter Druck, Берлин
- 2018 «Фауст» («Faust»), Reiter Druck, Берлин

Выставки последних лет:
Летом 2012 года в Мраморном дворце Государственного Русского Музея состоялась персональная выставка живописи и графики Максима Кантора[3].
С июня по сентябрь 2013 года Максим Кантор присутствовал на Венецианской Биеннале 2013 года с выставкой «ATLANTIS» в Palazzo Zenobio[4].
В декабре 2013 года в рамках II Санкт-Петербургского международного культурного форума в Михайловском Замке Государственного Русского Музея состоялась персональная выставка «Максим Кантор. Живопись»[5].
В октябре 2014 — январе 2014 года в Женеве прошла выставка «The Rape of Europe».[источник не указан 809 дней]
Сентябрь-ноябрь 2016 выставка «Новый Бестиарий» (Das neue Bestiarium) в Centre Culturel de Rencontre в аббатстве Нейменстер, Люксембург
Октябрь 2017/Январь 2017 — выставка «Семья против Империи» (Rodzina kontra Imperium) в Гданьском Национальном Музее. К окончанию выставки Музей приобретает в коллекцию картину «Дракон».
Февраль-май 2017 — выставка «Максим Кантор — Новый Бестиарий» в Кунстхалле города Эмден (Нижняя Саксония, Германия)
В 2016 году Министерство Иностранных Дел Германии заказало Максиму Кантору картину «Беженцы», а также 2 картины для стен зала им. Ганса-Дитриха Геншера в здании Министерства. Инаугурация картин «Библиотека» и «Буря» в зале имени Ганса-Дитриха Геншера Министерства иностранных дел Германии состоялась 28 марта 2017.
Апрель-май 2017 — выставка «De l’autre côté. Merry Symbolism» в церкви Saint Merry, Париж
С живописью и графикой художника можно ознакомиться на его официальном сайте[6].

### Литературное творчество
В 1993 году Максим Кантор начал литературную деятельность сборником рассказов «Дом на Пустыре» с собственными иллюстрациями.

#### Романы
В 2006 году опубликован роман «Учебник рисования» (Москва: «ОГИ»), вызвавший горячие дискуссии в прессе, «В ту сторону» (2009) и «Советы одинокого курильщика» (2010).
В 2013 году вышел роман «Красный свет» (в 2010 году отрывок из романа выходил в антологии «Четыре шага от войны»[7]). Роман получил положительные отклики в прессе[8][9] и вошёл в шорт-лист литературной премии «Национальный бестселлер»[10][11] и в короткий список премии «Большая книга»[12], и был переиздан «Учебник рисования». В январе 2016 был опубликован перевод романа «Красный Свет» на французский с названием «Feu Rouge». В январь 2018 — издательство Zsolnay Verlag выпускает перевод романа «Красный свет» на немецкий язык под названием «Rotes Licht».
Май 2017 — опубликован в Москве роман «Азарт».
Публицистика
«Медленные челюсти демократии» (2008), «Одного достаточно» (2010), «Совок и веник» (2010), «Стратегия левиафана» (2014), «Империя наизнанку» (2015).
Постоянно публикует статьи по философии искусства, публицистические статьи. С 2012 года является постоянным автором журнала STORY, из номера в номер публикуя эссе о художниках в рубриках «История утопии» «История живописи». В переработанном и расширенном виде эссе о живописи составили выпущенную в Москве в феврале 2016 года книгу «Чертополох. Философия живописи».

#### Театральное творчество
В 2007 году опубликован сборник комедий «Вечер с бабуином». Спектакли по пьесам («Вечер с бабуином», «Случай из практики») были поставлены в Москве в Театре на Юго-западной и в Доме Архитектора, в Петербурге в Театре им. Комиссаржевской, а также во многих российских городах.
В 2011 году в интернет-изданиях опубликована пьеса «Медленный Огонь».
В 2014 году в Берлине поставлен сатирический кукольный спектакль «Робин Гуд и духовные скрепы». Кантор является автором текста и кукол.
С начала 2015 года он работает над сочинением новых пьес и созданием постоянного бродячего кукольного театра.

#### Сотрудничество с университетами, симпозиумы и лекции
Максим Кантор — почетный член Пембрук-колледжа Оксфордского университета (Honorary Fellow of Pembroke College, University of Oxford), приглашенный научный сотрудник колледжа Св. Антония Оксфордского университета (Visiting Fellow в St. Anthony’s College, University of Oxford), Меmber of the Common Room of Wolfson College in University of Oxford. Он также Visiting Professor в University Notre Dame, Indiana, США.

## Симпозиумы
2012 «Вулкан: искусство и политика в период кризиса европейских идеалов», организованный при поддержке Департамента по политическим вопросам и международным отношениям Оксфордского университета, состоялся в мае 2012 года, когда он проводил концерт Кантора в Музее Ашмоле. Среди других выступали Эрик Хобсбаум, Марек Бартелик, Тони Негри, Витторио Хосле и Тимоти Редклифф.
2013: Палаццо Зенобио в рамках выставки «Атлантида» «Атлантида и Утопия»
2014 в Женеве «Изнасилование Европы». Высший институт международных отношений
2016 «Демократия как вызов современности» в Европейском центре солидарности в Гданьске, Польша
2018 Интердисциплинарный Симпозиум «The Last Judgement — From Bosch Bosch to Kantor», Vienna
Speakers: Eva Blimlinger, rector of the Academy of Fine Arts,Gabriele Geml,Professor of the Insitute of Philosophy of Vienna University, Jos Koldeweij,
Professor of ZAfrt History of the Middle Age of the University Nijmegen, Julia M. Nauhaus, Director of the Paining Gallery of the Academy of Fine Arts, Vienna, David Priestland, Professor of Modern History in St. Edmund Hall, College/University of Oxford, Rev. Andrew Teal, Geistlicher,Teacher and Tutor, Institute of Theology and Philosophy, Pembroke College/Univerisity of Oxford Stephen Whitefield, Professor of Politics,Institute of Political Science and International Relations,Pembroke College/Universität Oxford

## Лекции
2013 — Киевский национальный университет имени Тараса Шевченко: Изменение культурной парадигмы
2015 — Академия Игнатий, Краков: Конференция Ex Oriente Lux: Интеллигенция, Церковь, Совесть в России
2015 Университет Нотр-Дам-дю-Лак, Индиана:
— Винсент ван Гог: смысл его искусства
— Оноре Домье и социальное искусство
— Картина в Бургундии
— Россия: Империя вверх дном
2016 Колледж Пемброк, Оксфорд: от Ван дер Вейдена до Ван Гога через Bosch
2016: Hegelwoche 2016 Otto-Friedrich-Universität Bamberg с пожертвованием Das Hässliche im Licht der Schönheit: Malerische Erkundungen
2016: Национальный музей в Гданьске, Департамент древнего искусства: последнее учение Ганса Мемлинга в контексте или искусство Бургундии от Рожье ван дер Вейдена до Иеронимуса Бога
2018: Vienna Humanities Festival: New and Old Demons: Rethinking Power and Evil with Erik Klein

### Награды, премии
- Роман «Учебник рисования» вошёл в список финалистов премии «Большая книга» (2006) и в длинный список премии «Русский Букер» (2006). ·
- Роман «Красный свет» вошёл в шорт-лист литературной премии «Национальный бестселлер» (2013)[10] и в короткий список премии «Большая книга»[12] (2013)
- Максим Кантор является почетным членом Академии Художеств Российской Федерации.

## Основные персональные выставки
- 1988 «Szene Moskau», Galerie Eva Poll, Berlin / Museum Hedendaagse Kunst, Utrecht
- 1989 Goethe-Institut, Düsseldorf
- 1989 Landesvertretung der Freien und Hansestadt Hamburg beim Bund, Bonn
- 1990 «Der Apokalypse ins Gesicht sehen», Kunstmuseum Newport, Rhode Island
- 1990 «Russland, drinnen und draußen», Haggerty Museum of Art, Milwaukee, Wisconsin
- 1992 «MAXIM KANTOR — Retrospektive», Museum Bochum/ Zentrale Ausstellungshallen, Moskau
- 1993 «Salle d’Exposition de l’Hotel de Ville», Colmar
- 1995 «MAXIM KANTOR — Gemälde 1982—1994», Wanderausstellung: Tutesall, Luxemburg, Kunstverein Bayreuth / Kunsthalle, Berlin,::Porin Taidemuseo, Pori, Finnland
- 1996 Wanderausstellung: Kunsthalle Rostock / Herning Kunstmuseum (Dänemark) / Musée de Pully, (Schweiz) / Puschkin-Museum, Moskau / Royal College of Art, London
- 1997 «Criminal Chronicle», Russischer Pavillon, XLVII Biennale, Venezia
- 1997/98 Государственный Музей им. Пушкинаб Москва
- 1998 «Aufstand der Pygmäen», Galerie der Stadt Stuttgart
- 1998/2000 Тур выставок: Schirn Kunsthalle Frankfurt am Main, Wisconsin, Illinois, Florida, Ulster-Museum, Belfast, Städtisches Museum Luxemburg
- 2001/2002 «Пустырь. Атлас» : Государственная Третьяковская Галерея, Москва, Приморский Художественный Музей, Владивосток, Красноярский Художественный Музей, Красноярск, Новосибирский Художественный Музей
- 2001/2002"Ödland — Ein Atlas" — Städelsches Kunstinstitut, Frankfurt am Main
- Ulster Museum, Belfast, Tempo Reale, Meran, South Australian Gallery, Adelaide
- 2002/03 Museum Synagoge Gröbzig
- 2003 World Economic Forum, Arts and Culture in Davos
- 2004/07 «New Empire», Felix-Nussbaum-Haus Osnabrück; Querini Stampalia Fondazione, Venedig; Ulster Museum, Belfast; Centre Culturel de Recontre, Abbaye de Neumunster, Luxemburg; Akademie der Künste, Berlin; Museum Küppersmühle, Duisburg
- Centre Culturel de Rencontre, Abbaye de Neumunster, Luxembourg
- Тольяттинский и Самарский Художественные Музеи
- University of Notre Dame Snite Museum of Art, United States
- 2010 Графическая серия «Вулканю Атлас» — Дом Архитектора, Москва (выставка однодневка)
- 2011 Portfolio «Vulcanus.Atlas». Blätter und Gamälde — Galerie Nierendorf, Berlin
- 2012 Maxim Kantor. Vulcanus. Satires dans tous les sens Musée du Montparnasse, Paris
- 2012 Volcano — Ashmolean Museum Oxford
- 2012 Maxim Kantor. Paintings and Graphic, Staatliche Russische Museum, Sankt Petersburg; Fondazione Stelline, Milano
- 2013 Atlantis — Collegio Armeno Moorat Raphael, Venezia
- 2016 September-November «Maxim Kantor — Das Neue Bestiarium» Centre Culturel de Rencontre, Abbaye de Neumunster, Luxembourg
- 2016 c октября по январь 2017 «Rodyina kontra Imperium» (Семья против Империи) Nationalmuseum Danzig, Polen
- 2017 Февраль — Май «Maxim Kantor — Das Neue Bestiarium» Kunsthalle Emden, Niedersachsen 2017, 28 March, Инаугурация в Hans-Dietrich-Genscher-Saal картин site-specific «Библиотека» и «Шторм», Auswärtiges Amt, Berlin
- 2017 April-Mai «De l’autre côté. Merry Symbolism» церковь Saint Merry, Paris
- 2018 (4.10.2018-13.1.2019) «Bosch & Kantor — Maxim Kantor: Das Jüngste Gericht» (Страшный Суд) in Gemälde Galerie der Akademie der Bildenden Künste, Wien #Akademie der bildenden Künste Wien

## Музеи и коллекции с работами Максима Кантора
- Kunsthalle Emden/Stiftung Henri Nannen, Эмден, Гармания
- Ludwig Forum, Аахен, Германия
- Museum Bochum, Германия
- Museum Ludwig, Кёльн, Германия
- Sprengel Museum, Ганновер, Германия
- Städel Museum, Франкфурт на Майне, Германия
- Staatsgalerie, Штутгарте, Германия
- Strabag Kunstforum, Вена
- British Museum, Лондон
- Musée National d’Histoire et d’Art, Люксембург
- Государственная Третьяковская Галерея, Москва
- Государственный Музей им. Пушкина, Москва
- Art Gallery of South Australia, Аделайда, Австралия
- Bass Museum of Art, Майами Бич, США
- Новосибирский Государственный художественный Музей, Новосибирск
- Ulster Museum, Бельфаст
- Herzog Anton Ulrich-Museum, Брауншвейг, Германия
- Государственный Русский Музей, Санкт-Петербург
- Pembroke College (Portrait-Gruppe im Common Room), Оксфорд, Великобритания
- Nationalmuseum, Гданьск
- Церковь Saint Merry, Париж
- Церковь Sankt Dominik Pfarrkirche, Брюссель
- Hesburgh-Bibliotethek der University of Notre Dame, Индиана, США
- Понтификальная Академия Общественных наук, Ватикан
- Министерства Иностранних дел Германии, Берлин
- Люксембургская Национальная Библиотека
- Люксембургский Музей Истории и Искусства (MNHA)
- Тольяттинский художественный музей, Тольятти

## Книги
- Максим Кантор. Дом на пустыре. Издательство им. Сабашниковых, 1993. ISBN 5-8242-0027-0
- Максим Кантор. Учебник рисования. ОГИ, 2006. ISBN 5-94282-410-X, 5-94282-411-8, 5-94282-412-6,978-5-17-051037-5,978-5-17-051038-2
- Максим Кантор. Медленные челюсти демократии. Астрель, Жанры, АСТ, 2008. ISBN 978-5-17-053109-7, 978-5-271-20636-8
- Максим Кантор. Вечер с бабуином. Комедии. ОГИ, 2008. ISBN 978-5-94282-464-8
- Максим Кантор. В ту сторону. ОГИ, 2009. ISBN 978-5-94282-568-3
- Максим Кантор. Советы одинокого курильщика. Тринадцать рассказов про Татарникова. Астрель, АСТ, 2010. ISBN 978-5-17-064171-0, 978-5-271-26345-3
- Максим Кантор. Совок и веник. Полиграфиздат, АСТ, Астрель, 2011. ISBN 978-5-17-068477-9, 978-5-271-29138-8, 978-5-4215-1539-5
- Максим Кантор. Красный свет. АСТ, 2013. ISBN 978-5-17-078451-6
- Максим Кантор. Хроника стрижки овец. АСТ, 2013. ISBN 978-5-17-082484-7
- Максим Кантор. Стратегия левиафана. АСТ, 2014. ISBN 978-5-17-081983-6
- Максим Кантор. Империя наизнанку. Когда закончится путинская Россия. Алгоритм, 2015. ISBN 978-5-4438-0972-4
- Полное собрание баллад о Робин Гуде. АСТ, 2015. ISBN 978-5-17-087916-8
- Максим Кантор. Чертополох. Философия живописи. АСТ, 2016. ISBN 978-5-17-095985-3
- Максим Кантор. Азарт. АСТ, 2017. ISBN 978-5-17-102176-4
- Максим Кантор. Красный свет. Роман в двух частях. Folio, 2017. ISBN 978-966-03-7641-0

## Каталоги выставок, иллюстрированные альбомы
- GLASNOST- Die neue Freiheit der Sowjetischen Maler, Stiftung Henri Nennen, 1988. ISBN 3925564012. ISBN 978-3925564017
- Maxim Kantor. Bilder 1990—1991, Katalog. Verlag der Galerie Eva Poll, 1991.
- Maxim Kantor: Retrospektive : Museum Bochum, 15. Februar-26. April 1992 (Veröffentlichungen zur osteuropäischen Kultur) (German Edition). Das Museum, 1992. ISBN 3809301655. ISBN 978-3809301653
- Maxim Kantor. Arbeiten aus den Jahren 1991 bis 1993, Text von Maxim Kantor; POLLeditionen, Bd. 40, 1993.
- Maxim Kantor. Bilder und Zeichnungen 1993—1995. Text von Maxim Kantor; POLLeditionen Bd. 43, 1995
- Maxim Kantor. Paintings 1982—1994. Wienand; First Edition edition, 1995. ISBN 3879094152. ISBN 978-3879094158
- Maxim Kantor. Die Radierungen, 1997. Text von Margret Stuffmann; POLLeditionen Bd. 48, 1998
- Maxim Kantor: Paintings and Etchings. Schirn Kunsthalle; First Edition edition, 1998. ASIN: B000J0G85W
- Maxim Kantor. Paintings and Etchings. Cantz´sche druckerei, 1998
- Maxim Kantor. Gemälde und Radierungen. Kulturspeicher Oldenburg im Augusteum, Elisabethstr. 1, 26122 Oldenburg, 17. September bis 8. November 1998 Hrsg.: Kulturspeicher im Schloß, Oldenburg. Oldenburg, 1998.
- Maxim Kantor. Ödland. Ein Atlas, Ausstellungskatalog zur gleichnamigen Ausstellung des Städelsche Kunstinstituts und der Städtischen Galerie, Graphische Sammlung, Frankfurt am Main. 70 Druckgraphiken und 7 Briefe. Hatje Cantz Verlag, Ostfildern-Ruit. 2001. ISBN 3775711163. ISBN 978-3775711166
- Максим Кантор. Пустырь. Атлас. Языки славянской культуры, 2001. ISBN 5-94457-017-2
- Maxim Kantor: New Empire. Rasch, 2004. ISBN 3899460383. ISBN 978-3899460384
- Максим Кантор. Одного достаточно / One is Enough. АСТ, Астрель, Mainstream, 2010. ISBN 978-5-17-057743-9, 978-5-271-22932-9
- Maxim Kantor. Palace Editions, 2012. ISBN 3863840194 / ISBN 9783863840198
- Maxim Kantor: Vulcanus: Satires Dans Tous Les Sens. Musee Du Montparnasse/ Arcadia Editions, Paris, 2012. ISBN 9791090167087
- Maxim Kantor. Das neue Bestiarium: Gemälde, Graphik, Skulpturen und Puppen. Wienand Verlag, 2016. ISBN 9783868323627. ISBN 3868323627
- Maxim Kantor. Rodzina kontra Imperium. Family vs Empire. Nationalmuseum Danzig, 2016

2. ↑ Снегирев В. «Русский путь» по Максиму Кантору // Российская газета. — 2012. — 29 ноября.
3. ↑ Русский Музей: Выставка «Максим Кантор», 20 июня — 23 июля 2012
4. ↑ Официальный сайт Максима Кантора: Новости
5. ↑ Русский Музей: Выставка «Максим Кантор. Живопись», 2 — 7 декабря 2013
6. ↑ Официальный сайт Максима Кантора
7. ↑ Сергей Чередниченко. Круглый стол «Великая Отечественная война в современной литературе». Ч. I. // Лиterraтура. — 2015. — № 51.
8. ↑ Виктор Топоров. Точка сбора. //Известия (2013-4-11). Проверено 19 апреля 2013. Архивировано 19 июля 2013 года.
9. ↑ Александр Щипков. Смена парадигмы. //«Эксперт» (2013-4-15). Проверено 19 апреля 2013. Архивировано 19 апреля 2013 года.
10.↑ Перейти к:1 2 Российская литературная премия «Национальный бестселлер». Короткий список 2013 года
11.↑ Объявлен короткий список литературной премии «Национальный бестселлер». // Газета. Ru, 16.04.2013
12.↑ Перейти к:1 2 Национальная литературная премия «Большая книга»: Новости премии / «Список финалистов»: Итог игры престолов. 27.05.2013